# Cục Phòng, chống tệ nạn xã hội (Việt Nam)
Cục Phòng, chống tệ nạn xã hội (tiếng Anh: Department for Social Vices Prevention, viết tắt là DSVP) là cơ quan trực thuộc Bộ Lao động – Thương binh và Xã hội, có trách nhiệm giúp Bộ trưởng thực hiện chức năng quản lý nhà nước về phòng, chống tệ nạn mại dâm, cai nghiện ma túy, quản lý sau cai nghiện, hỗ trợ nạn nhân bị mua bán và phòng, chống HIV/AIDS thuộc phạm vi trách nhiệm của Bộ theo quy định của pháp luật.
Cục Phòng, chống tệ nạn xã hội thành lập ngày 11/1/1994 theo Nghị định 1-CP của Chính phủ.
Chức năng, nhiệm vụ, quyền hạn, cơ cấu tổ chức của Cục được quy định tại Quyết định số 266/QĐ-LĐTBXH ngày 8/3/2023 của Bộ trưởng Bộ Lao động – Thương binh và Xã hội.

## Lãnh đạo Cục[3]
- Cục trưởng: Đàm Thị Minh Thu
- Phó Cục trưởng:

1. Cao Văn Thành[4]
2. Nguyễn Thùy Dương[5]
3. Lê Đức Quang

## Cơ cấu tổ chức[6]
- Văn phòng Cục
- Phòng Chính sách cai nghiện ma túy
- Phòng Chính sách phòng, chống mại dâm
- Phòng Chính sách hỗ trợ nạn nhân bị mua bán